# Pardosa concinna
Pardosa concinna là một loài nhện trong họ Lycosidae.
Loài này thuộc chi Pardosa. Pardosa concinna được Tord Tamerlan Teodor Thorell miêu tả năm 1877.